# 直指寺
直指寺（ちょくしじ、チクチサ）は、大韓民国慶尚北道金泉市にある仏教寺院。韓国仏教の最大勢力宗派である曹渓宗（大韓仏教曹渓宗）の第8教区本寺。韓国最古の寺院の一つとされる。

## 歴史
新羅に初めて仏教を伝えた高句麗の僧阿度（墨胡子）が、418年（新羅訥祇王2年・高句麗長寿王6年）に桃李寺と共に創建したと伝えられる。
李氏朝鮮の時代、太宗による1407年（太宗7年）の仏教弾圧の際、存続を許された88寺院の中に直指寺の名前はなく、廃寺になったようである。 世宗による1424年（世宗6年）の仏教弾圧の際も、存続を許された36寺院の中に直指寺の名前はなく、引き続き廃寺のままだったようである（朝鮮の仏教#李氏朝鮮時代の仏教弾圧）。
日明戦争の際、大部分の建物が焼失したが、光海君の時代の1610年（光海君2年）に再建された。